# Peter I. Blute

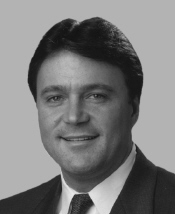
Peter I. Blute

Peter I. Blute (* 28. Januar 1956 in Worcester, Massachusetts) ist ein US-amerikanischer Politiker. Zwischen 1993 und 1997 vertrat er den Bundesstaat Massachusetts im US-Repräsentantenhaus.

## Leben
Peter Blute besuchte die öffentlichen Schulen seiner Heimat und danach bis 1978 das Boston College. Anschließend wurde er Eigentümer einer Sportmarketingfirma. Gleichzeitig schlug er als Mitglied der Republikanischen Partei eine politische Laufbahn ein. Zwischen 1986 und 1993 saß er als Abgeordneter im Repräsentantenhaus von Massachusetts. Bei den Kongresswahlen des Jahres 1992 wurde er im dritten Wahlbezirk von Massachusetts in das US-Repräsentantenhaus in Washington, D.C. gewählt, wo er am 3. Januar 1993 die Nachfolge von Joseph D. Early antrat. Nach einer Wiederwahl konnte er bis zum 3. Januar 1997 zwei Legislaturperioden im Kongress absolvieren. 1996 wurde er nicht wiedergewählt.
Zwischen 1997 und 1999 fungierte Blute als geschäftsführender Direktor der Massachusetts Port Authority. Danach war er Gastgeber einer Radio-Talkshow. Seit dem 21. Dezember 2011 ist Blute stellvertretender Parteivorsitzender der Republikaner in Massachusetts.